# توکسوپلاسموز
توکسوپلاسموز یا توکسوپلاسموزیس (به انگلیسی: Toxoplasmosis) عبارت است از یک بیماری انگلی عفونی که توسط یک انگل یوکاریوت تک سلولی از هاگ‌داران به‌نام توکسوپلاسما گوندی ایجاد می‌شود. این بیماری در انسان‌ها، برخی پستانداران و حتی پرندگان ایجاد می‌شود.
عفونت این انگل در افراد بالغ و سالم غالباً بدون علائم بالینی است. در برخی از افراد مبتلا به عفونت، علائمی خفیف مانند علائم یک بیماری شبه‌آنفلوانزایی همچون دردهای عضلانی و تورم در گره‌های لنفاوی برای هفته‌ها یا ماه‌ها دیده می‌شود. در تعداد کمی از بیماران مشکلات چشمی نیز مشاهده می‌شود. برخی از بیماران دارای دستگاه ایمنی ضعیف ممکن است دچار مشکلات عصبی چون عدم تعادل و هماهنگی عضلات و اعضای بدن شوند. شکل حاد بیماری ممکن است با تب و لنفوسیتوز همراه باشد. در شکل فوق حاد یا وخیم بیماری که به ندرت اتفاق می‌افتد علائم مغزی، پنومونی، درگیری عمومی عضلات و حتی مرگ بروز می‌کند. حدود نیمی از جمعیت جهان به این بیماری مبتلا می‌شوند اما معمولاً علائمی بروز نمی‌یابد. همچنین سالانه حدود ۲۰۰ هزار مورد توکسوپلاسموز حین بارداری رخ می‌دهد.
انگل به دو صورت تولید مثل جنسی و غیرجنسی تکثیر می‌شود و تکثیر جنسی آن فقط در بدن گربه‌ایان رخ می‌دهد. گربه‌ها علاوه بر میزبان اصلی در صورت مصرف گوشت و غذای آلوده به انگل می‌توانند به عنوان میزبان واسط نیز در چرخه زندگی انگل نقش ایفا کنند.

## بروز بیماری و علائم
بیماری به چند شکل در انسان بروز می‌کند:
۱) توکسوپلاسموز اکتسابی: در این حالت از بیماری معمولاً افراد مبتلا فاقد علائم بالینی هستند. تک‌یاخته پس از ورود به بدن به غدد لنفاوی حمله نموده و سپس از طریق خون به اندام‌های مختلف مهاجرت و در داخل سلول‌ها تکثیر می‌یابد و در بافت‌های مختلف تبدیل به کیست می‌گردد. توکسوپلاسموز اکتسابی ممکن است به سه شکل لنفاوی، اگزانتماتیک و مغزی نخاعی تظاهر یابد.
۲) توکسوپلاسموز مادرزادی: در شکل مادرزادی با توجه به سن جنین در زمان ابتلا و میزان حفاظت آن به وسیله پادتن‌های مادری شدت بیماری متفاوت است. میزان این شکل از بیماری ۱–۵ مورد در هر هزار حاملگی می‌باشد. نوزادان آلوده شده مادرزادی می‌توانند سندرم‌های مشخصی همچون هیدروسفالی، میکروسفالی، کوریورتینیت، کلسیفیکیشن مغزی، اختلالاتی روانی، حرکتی و تشنج را نشان دهند. گاهی عوارض احشایی و عضلانی بروز می‌کند.
۵۸–۷۲ درصد نوزادان متولد شده در زمان تولد بدون علامت، ۱۰–۱۳ درصد دارای اختلالات متوسط تا شدید بینایی، ۸–۱۰ درصد دارای ضایعات شدید چشمی و مغزی و ۵–۱۵ درصد نوزدان می‌میرند.
ابتلا مادر در سه‌ماهه آخر بارداری معمولاً با عوارض خفیف‌تری در نوزاد همراه است.
توکسوپلاسموز مادرزادی تنها درصورتی بروز می‌کند که مادر در طی دوران آبستنی به انگل آلوده شود.
۳) توکسوپلاسموز چشمی: اگر توکسوپلاسموز مادرزادی حالت مزمن پیدا کند این شکل از بیماری دیده می‌شود.
ضایعات بیشتر موضعی و محدود بوده و اعتقاد بر این است ضایعات چشمی به دنبال پاره شدن کیست انگل در شبکیه به وجود می‌آیند. این شکل بیماری در سنین ۱۰–۲۰ سال بروز می‌کند و به ندرت در افراد مبتلا به توکسوپلاسموز اکتسابی دیده می‌شود.

## انتقال بیماری
توکسوپلاسما گوندی معمولاً از طریق یکی از روش‌های زیر انتقال می‌یابد:

##### از طریق خوراکی و بلعیدن اتفاقی انگل
مصرف گوشت‌های خام یا کم‌پخته شده، به‌خصوص گوشت خوک و بره یا انتقال از طریق تماس با اشیا مرتبط با گوشت آلوده مثل چاقو و ظروف. مصرف میوه و سبزیجات شسته نشده که در تماس با مدفوع گربهٔ آلوده بوده‌اند، تماس با مدفوع یا اشیا و وسایل و ظرف خاک گربه آلوده به انگل و خورده شدن اتفاقی انگل یا کیست آن
مصرف شیر و لبنیات غیر پاستوریزه به خصوص شیر بز،مصرف آب تصفیه نشده و آلوده به کیست یا انگل، مصرف غذاهای دریایی خام
از طریق انتقال خون
انتقال خون آلوده از بیمار به فرد سالم که به ندرت اتفاق می‌افتد.
انتقال مادرزادی
انتقال مادرزادی بیشتر در انسان مطرح است ولی در گربه‌ها نیز دیده می‌شود ولی خیلی معمول نیست.
انتقال بیماری به صورت فرد به فرد از طریق تماس‌های عادی رخ نمی‌دهد.

## تشخیص
روش‌های تشخیصی متعددی برای این بیماری تعریف شده‌است اما تشخیص قطعی و سریع این بیماری نسبتاً دشوار است. روش‌ها شامل شرح حال طبی، معاینه فیزیکی، بررسی‌های آزمایشگاهی خون و بافت‌ها و روش‌های مولکولی و سرم‌شناسی یا ترکیبی از این‌ها می‌باشد. در خون معمولاً سطح آنتی‌بادی علیه توکسوپلاسما (ایمونوگلوبولین ام و ایمونوگلوبولین جی) اندازه‌گیری می‌شود. انگل همچنین در خون، مایع آمنیوتیک و مایع مغزی نخاعی حضور داشته و با روش واکنش زنجیره‌ای پلیمراز (PCR) قابل شناسایی است اما ممکن است که انگل در بدن به صورت کیست درآمده و از این روش قابل شناسایی نباشد.

## درمان
معمولاً برای فرد سالم، غیرباردار و بدون علامت درمان لازم نیست. افراد دارای دستگاه ایمنی ضعیف مثل مبتلایان به ایدز نیاز به اقدامات درمانی دارند. برای کودک زیر ۵ سال داروهایی تجویز می‌گردد تا از عوارض چشمی پیشگیری شود.
در زنان باردار، بیماری به جهت احتمال درگیری جنین بسیار حائز اهمیت است.
در بیمار دچار نقص ایمنی، درمان با دارو صورت می‌گیرد.
نوزادان دچار عفونت با دارو درمان می‌شوند (چه با علامت چه بدون علامت زیرا میکروب‌ها می‌توانند پس از تولد تکثیر یابند).
در ضمن در بعضی موارد که این بیماری از خود عوارض چشمی نشان داده باشد اگر کامل درمان نشود ممکن است بعد از گذشت ۵ تا ۱۰ سال دوباره عود کند و نیاز به درمان مجدد داشته باشد.
تری متوپریم و سولفامتوکسازول هردو بر انگل مؤثرند لذا کوتریموکسازول که ترکیب این دو است درمان انتخابی است که به مدت ۴–۳ هفته و همراه فولینیک اسید برای کاهش اثرات جانبی دارو، غالباً تجویز می‌شوند. گاه به‌جای این داروها، کلیندامایسین یا مینوسایکلین تجویز می‌شود. کورتیکواستروئیدها نیز در صورت لزوم، برای کاهش التهاب، تجویز می‌شوند.

## پژوهش‌ها
توکسوپلاسموزیس در افراد دارای دستگاه ایمنی سالم و فعال معمولاً فاقد هرگونه علائم و عوارض است. پژوهش‌ها و شواهد اخیر، نشان می‌دهند که توکسوپلاسموز ممکن است بر رفتارها و ایجاد تنش‌های عصبی و اختلالات مختلف روانی مانند افسردگی، اضطراب و اسکیزوفرنی مؤثر باشد.
در مطالعات علمی، سطح پادتن این انگل در خون افراد مبتلا به اسکیزوفرنی، به میزان ۲/۷ برابر بالاتر از افراد سالم یافت شد. در طی پژوهشات علمی بر روی ۲ میلیون شخص مبتلا به اسکیزوفرنی مشخص شد که احتمال ابتلا به اسکیزوفرنی در میان افراد جمعیت ۰٫۳ درصد تا ۰٫۷ درصد است.در حالی که این احتمال در افراد با سابقه توکسوپلاسموزیس ۲۴ درصد بیشتر است. این درحالی است که در صورتی که یکی از والدین به اسکیزوفرنی مبتلا باشد این احتمال در بدترین شرایط فقط ۱۰ درصد بیشتر است.
در خون بیماران مبتلا به اختلال وسواس فکری-عملی و اختلال دوقطبی، میزان پادتن، بالاتر از افراد سالم است.
تحقیق اخیر در دانشگاه لیدز نشان داده‌است که انگل آنزیمی با فعالیت هیدروکسیلاز تیروزین و فنیل آلانین هیدروکسیلاز تولید می‌کند. این آنزیم ممکن است منجر به تغییرات رفتاری در بیماران مبتلا به توکسوپلاسموز شود. این اتفاق با تغییر تولید دوپامین، انتقال دهنده عصبی درگیر در خلق و خوی، معاشرت، توجه، انگیزه و الگوهای خواب مشاهده می‌شود.
در مطالعه سرولوژیکی بزرگی در ایالات متحده شواهدی وجود دارد که آلودگی به توکسوپلاسما در مجموعه‌ای از افراد جوان مبتلا به اختلال دو قطبی نوع اول رشد داشته که با علائم شیدایی و افسردگی بالا همراه بوده‌است.